# Verbandsgemeinde Bad Kreuznach
Die Verbandsgemeinde Bad Kreuznach ist eine Gebietskörperschaft im Landkreis Bad Kreuznach in Rheinland-Pfalz. Der Verbandsgemeinde gehören 13 eigenständige Ortsgemeinden an, von denen neun historisch der Provinz Rheinhessen und vier der vormals bayerischen Pfalz entstammen. Der Verwaltungssitz ist in der – selbst nicht zu der Verbandsgemeinde gehörenden – Stadt Bad Kreuznach, Stadtteil Bad Münster am Stein-Ebernburg.

## Verbandsangehörige Gemeinden
| Ortsgemeinde                   | Fläche (km²) | Einwohner |
| ------------------------------ | ------------ | --------- |
| Altenbamberg                   | 7,53         | 784       |
| Biebelsheim                    | 3,10         | 723       |
| Feilbingert                    | 10,05        | 1.472     |
| Frei-Laubersheim               | 9,88         | 1.033     |
| Fürfeld                        | 12,48        | 1.596     |
| Hackenheim                     | 4,31         | 2.099     |
| Hallgarten                     | 2,54         | 793       |
| Hochstätten                    | 5,49         | 626       |
| Neu-Bamberg                    | 4,56         | 940       |
| Pfaffen-Schwabenheim           | 5,18         | 1.506     |
| Pleitersheim                   | 2,32         | 346       |
| Tiefenthal                     | 1,35         | 128       |
| Volxheim                       | 4,91         | 1.115     |
| Verbandsgemeinde Bad Kreuznach | 73,7         | 13.161    |

(Einwohner am 31. Dezember 2023)

## Geschichte

### Vorgeschichte
Vor dem Jahre 1798 waren die Gemeinden der heutigen Verbandsgemeinde Bad Kreuznach völlig verschiedenen Grundherrschaften zugehörig.
Von 1798 bis 1938 gehörten die Gemeinden – ausgenommen die vier 2017 eingegliederten – bereits einmal gemeinsam einer übergeordneten Verwaltungseinheit an. Dies waren ab 1798 der Kanton Wöllstein, ab dem 5. Februar 1835 der Kreis Bingen, ab 1848 der Regierungsbezirk Mainz und ab 1852 bis zum 1. November 1938 der Kreis Alzey. Die nächstübergeordneten territorialen Einheiten waren ab 1798 das Arrondissement de Mayence, ab 1816 die Provinz Rheinhessen. Am 1. November 1938 wurden die nördlich gelegenen Gemeinden wiederum dem Kreis Bingen zugeschlagen.
Die hundertfünfzigjährige ehemalige politische Zugehörigkeit zu Rheinhessen wirkt trotz der heutigen politischen Orientierung am Naheraum nach in einer Verbundenheit mit der Region Rheinhessen und dem Weinanbaugebiet Rheinhessen.
Die vier 2017 eingegliederten Gemeinden waren bis 1945 Teile der bayerischen Pfalz, dann bis 1969 im Regierungsbezirk Pfalz, Landkreis Rockenhausen.

### Die Verbandsgemeinde
Die Verbandsgemeinde Bad Kreuznach wurde im Zuge der Gebietsreform vom 7. Juni 1969 aus von den aufgelösten Landkreisen Bingen und Alzey stammenden und dem Landkreis Bad Kreuznach zugeschlagenen Gemeinden gebildet. Die vier südlich gelegenen Gemeinden Frei-Laubersheim, Fürfeld, Neu-Bamberg und Tiefenthal stammten aus dem Landkreis Alzey, die fünf nördlich gelegenen aus dem Landkreis Bingen.
Am 1. Januar 2017 wurden Altenbamberg, Feilbingert, Hallgarten und Hochstätten aus der aufgelösten Verbandsgemeinde Bad Münster am Stein-Ebernburg eingegliedert.

## Bevölkerungsentwicklung
Die Entwicklung der Einwohnerzahl bezogen auf das Gebiet der heutigen Verbandsgemeinde Bad Kreuznach; die Werte von 1871 bis 1987 beruhen auf Volkszählungen:
| Jahr | Einwohner |
| 1815 | 5.459     |
| 1835 | 8.083     |
| 1871 | 7.714     |
| 1905 | 8.775     |
| 1939 | 8.499     |
| 1950 | 9.912     |

| Jahr | Einwohner |
| 1961 | 9.839     |
| 1970 | 10.742    |
| 1987 | 11.210    |
| 1997 | 12.169    |
| 2005 | 12.926    |
| 2023 | 13.161    |

## Politik

### Verbandsgemeinderat
Der Verbandsgemeinderat Bad Kreuznach besteht aus 28 ehrenamtlichen Ratsmitgliedern, die bei der Kommunalwahl am 9. Juni 2024 in einer personalisierten Verhältniswahl gewählt wurden, und dem hauptamtlichen Bürgermeister als Vorsitzendem.
Die vorzeitige Wahl 2018 (statt 2019) wurde durch die Aufnahme der vier neuen Ortsgemeinden aus der ehemaligen Verbandsgemeinde Bad Münster am Stein-Ebernburg notwendig.
Die Sitzverteilung im Verbandsgemeinderat:
| Wahl | SPD | CDU | FDP | FW | FWG | Gesamt   |
| ---- | --- | --- | --- | -- | --- | -------- |
| 2024 | 8   | 9   | 3   | 2  | 6   | 28 Sitze |
| 2018 | 9   | 9   | 3   | –  | 7   | 28 Sitze |
| 2014 | 9   | 7   | 2   | –  | 6   | 24 Sitze |
| 2009 | 9   | 7   | 3   | –  | 5   | 24 Sitze |
| 2004 | 9   | 8   | 2   | –  | 5   | 24 Sitze |

- FWG = Freie Wählergemeinschaft Verbandsgemeinde Bad Kreuznach e. V.

### Bürgermeister
Hauptamtlicher Bürgermeister der Verbandsgemeinde Bad Kreuznach ist Marc Ullrich (parteilos). Bei der Stichwahl am 18. März 2018 wurde er mit einem Stimmenanteil von 51,1 % gewählt (ein Vorsprung von 99 Wählerstimmen), nachdem bei der Direktwahl am 4. März 2018 keiner der ursprünglich vier Kandidaten eine ausreichende Mehrheit erreicht hatte. Er ist Nachfolger von Peter Frey (SPD), der sein Amt nach 19 Jahren niederlegte.

### Wappen
Das Wappen der Verbandsgemeinde Bad Kreuznach wurde am 10. Januar 1978 genehmigt und in der Genehmigungsurkunde wie folgt beschrieben:
Der von einem achtmal in Gold und Blau geteilten Schildbord umgebene Schild ist viergeteilt. In Feld 1 in Silber drei schwarze, zwei zu eins gestellte schwebende Tatzenkreuze. In Feld 2 in Schwarz ein steigender goldener, rot gekrönter und rot bewehrter Löwe. In Feld 3 in Blau ein steigender neunmal in Silber und Rot geteilter, goldbewehrter Löwe. In Feld 4 in Gold eine hängende grüne Weintraube mit zwei grünen Blättern.

### Partnerschaften
Seit 2001 unterhält die Verbandsgemeinde eine Partnerschaft mit der Gemeinde Nagyesztergár/Großeßtergart (Kreis Zirc) in Ungarn.